# Gamla begravningsplatsen, Göteborg
Gamla begravningsplatsen, Gamble körkiogården (1644), var Göteborgs första kyrkogård, belägen vid foten av Kvarnberget i centrala staden åren 1620–1643.
Det var i samband med omfattande utgrävningar av kvarteret Vadman från augusti 1979 till maj 1980 som begravningsplatsen påträffades. Anledningen till utgrävningen var, att Göteborgs stads bostads AB planerade att bebygga tomterna med bostäder. Kvarteren ingår i ett område, som av myndigheterna betraktas som fornlämning. Det undersökta området var cirka 5 000 kvadratmeter stort. Ett sjuttiotal kistor påträffades.
Centrum av begravningsplatsen låg ungefär i hörnet av Nedre Kvarnbergsgatan och Spannmålsgatan, där trappan går upp mot gamla navigationsskolan. Den närbelägna Torggatan kallades från början för Kyrkogårdsgatan (Kyrkiogardzgatun 1621-39) eller Kyrkogårdsgränden, efter närheten till begravningsplatsen.
Kyrkogården förlades dit för att området var torrt och i övrigt lämpligt. Kyrkogården vid Kvarnberget fick sina gränser bestämda enligt 1619 års stadsplan och var egentligen avsedd som kyrkogård för de utländska trosbekännarna. Man hade ursprungligen tänkt sig, att den utländska (tyska) kyrkan skulle legat på eller vid Kvarnberget.
Från 1645 övertog platsen kring Domkyrkan uppgiften som kyrkogård.